# 船灣

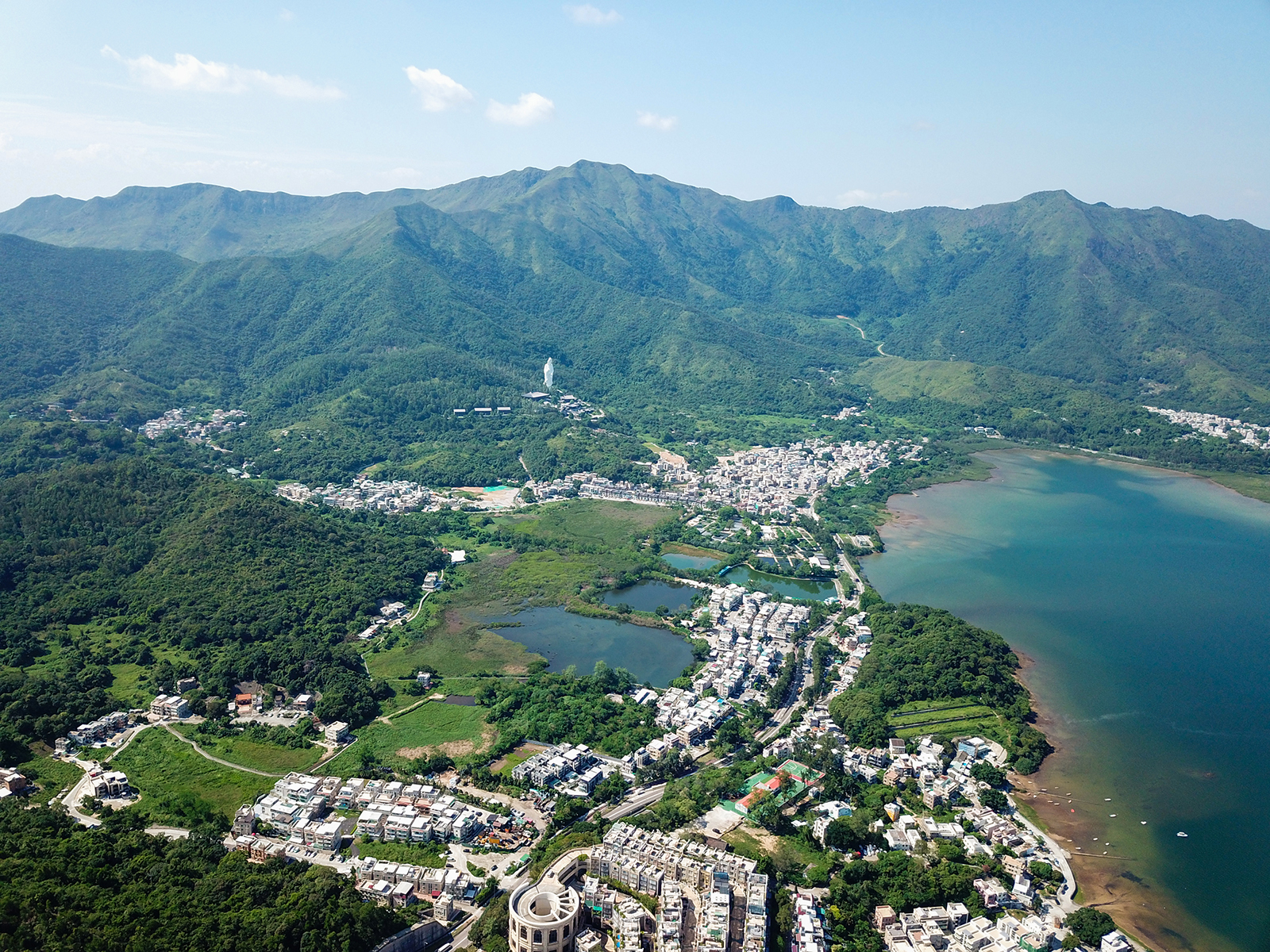
船灣

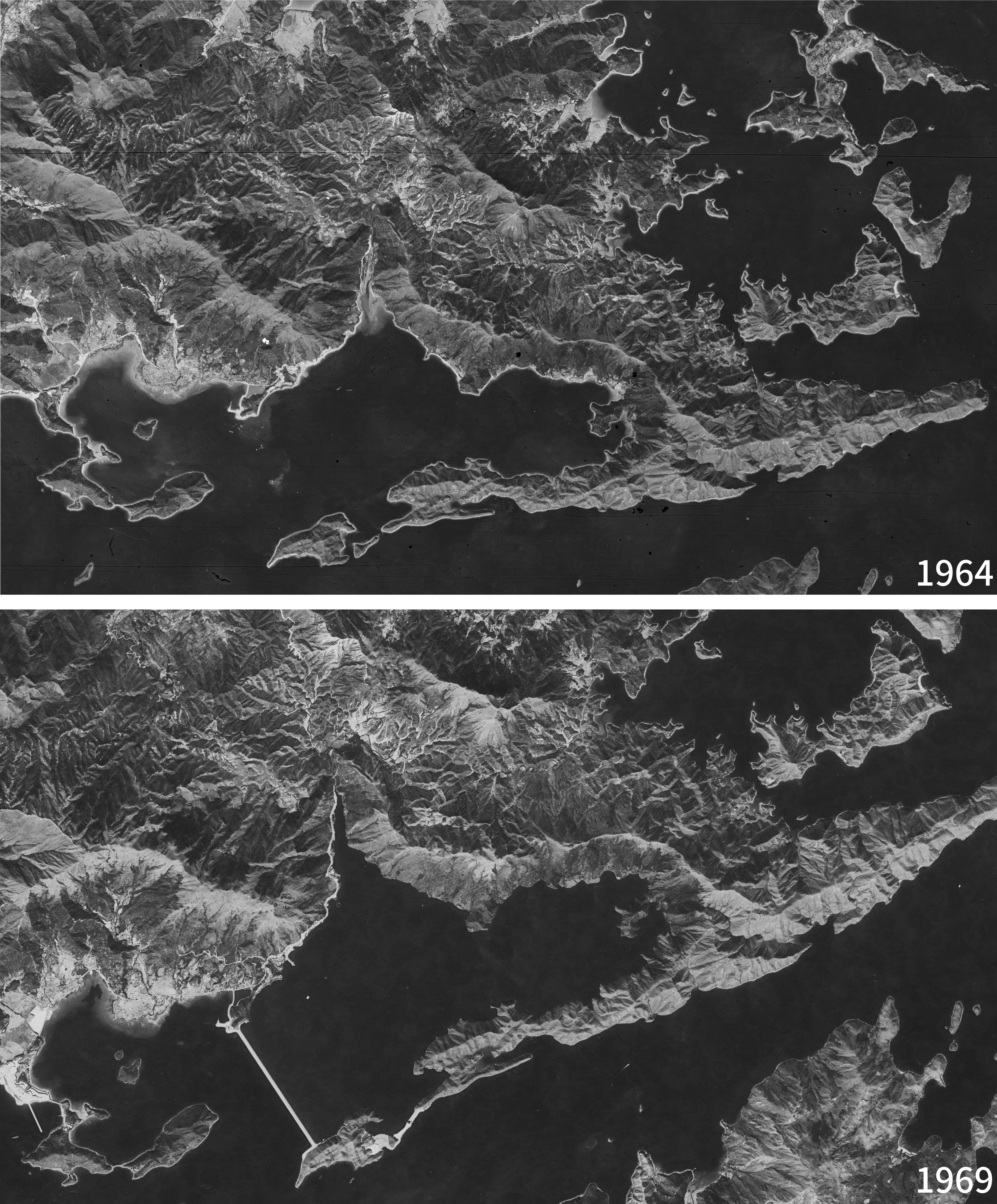
興建船灣淡水湖前後的船灣

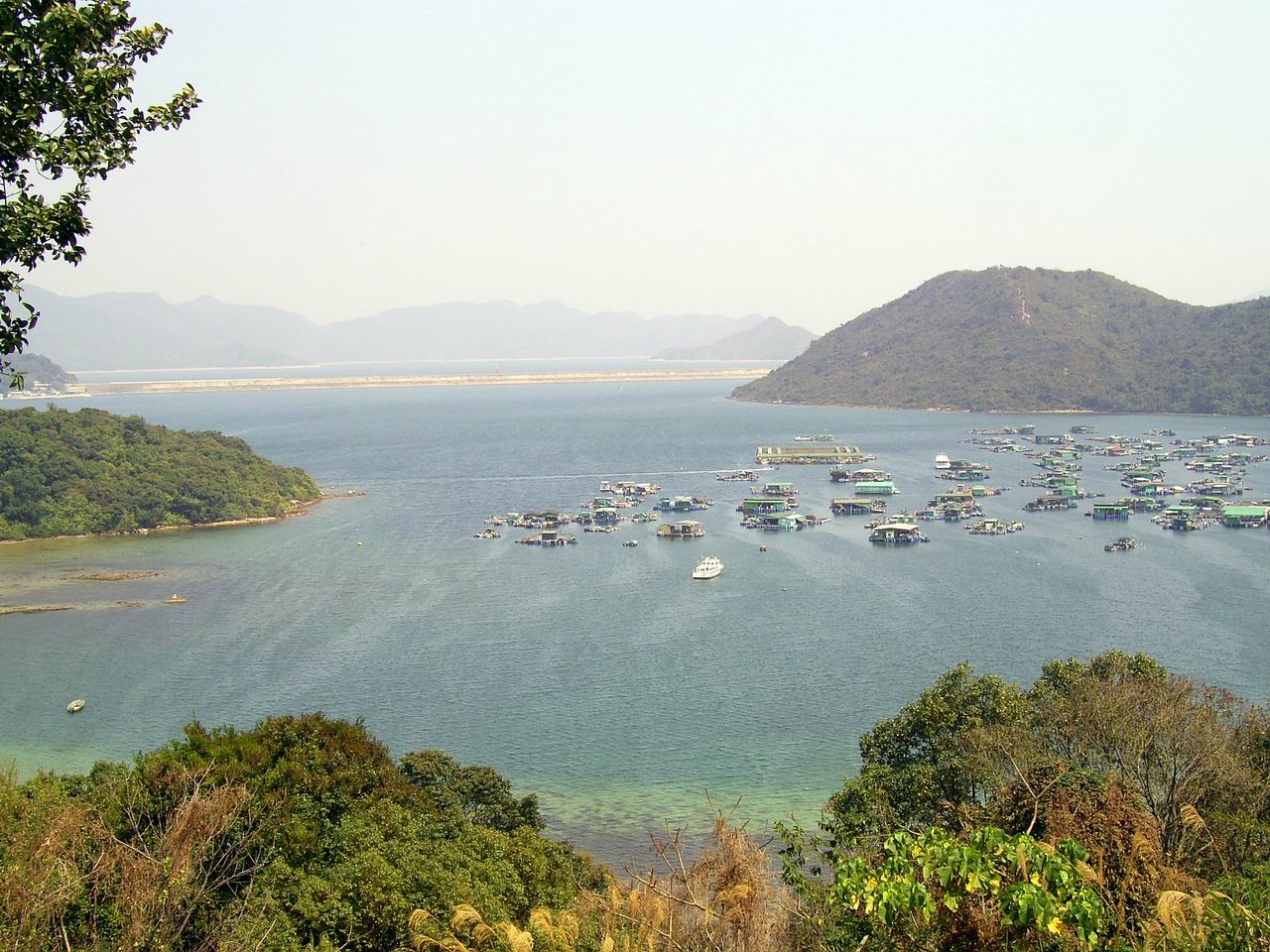
由鹽田仔俯瞰船灣海，中間是鹽田仔東海魚養殖區，遠方為船灣淡水湖主壩

船灣（英語：Plover Cove）是香港一個海灣，位於新界東大埔區東北部，英文名字是紀念英國海軍船隻Plover號的。船灣的西部亦有一同名地方，但該地方的英文名則根據粵語音譯為。
在1960年代，因為海上水庫的興建，連接大美督和白沙頭的堤壩把船灣一分為二：堤壩以東的海灣在蓄水後成為船灣淡水湖，併入為沙頭角半島一部分；而堤壩以西的則被稱為船灣海（英文名仍為，亦有音譯）。
1980年代，中華煤氣在大埔工業邨的煤氣廠投產，並在沙頭角半島近淡水湖主壩對出水域設立永久渡頭，用作接收海運煤氣原材料－石腦油。
船灣鷺鳥林於1994年8月13日被劃定為具特殊科學價值地點，面積2.1公頃，位於船灣詹屋一帶，有百多個蒼鷺的鳥巢。

## 鄉村
船灣西部有多條村落，包括沙欄、船灣陳屋、船灣李屋、船灣詹屋、圍下村、䃟頭角及布心排。

## 交通
船灣交通主要依賴汀角路，周邊則有小路通往各個村落，而汀角路沿線設有單車徑貫通東面的大埔新市鎮。

## 區議會議席分佈
由於船灣人口稀少，所以往往跟三門仔、洞梓、汀角、大尾篤等鄉村範圍劃為同一個選區。
| 年度/範圍 | 2000-2003 | 2004-2007 | 2008-2011 | 2012-2015 | 2016-2019 | 2020-2023 |
| --------- | --------- | --------- | --------- | --------- | --------- | --------- |
| 整個船灣  | 船灣選區  | 船灣選區  | 船灣選區  | 船灣選區  | 船灣選區  | 船灣選區  |

註：以上主要範圍尚有其他細微調整（包括編號），請參閱有關區議會選舉選區分界地圖及條目。